# Meduza (obraz Leonarda da Vinci)
Meduza – obraz olejny wykonany przed 1482 r. przez włoskiego artystę renesansowego Leonarda da Vinci. Przedstawiał głowę Meduzy, którą oplatają węże. Przypuszczalnie było to pierwsze dzieło Leonarda, które odwoływało się do kultury antycznej. Prawdopodobnie w 1553 r. obraz znajdował się w zbiorach rodu Medyceuszy, gdzie został opisany jako: wykonany na desce obraz piekielnego szału, ręki Leonarda da Vinci, bez zdobień. Dalsza historia obrazu jest nieznana, dzieło uznano za zaginione. Przez dłuższy czas dzieło Leonarda było mylone z Meduzą Caravaggia.